# Evgenij Ziničev
Evgenij Nikolaevič Ziničev (in russo Евгений Николаевич Зиничев?; Leningrado, 18 agosto 1966 – Noril'sk, 8 settembre 2021) è stato un politico e generale russo.

## Biografia
Nato a Leningrado, nell'allora RSFS Russa dell'Unione Sovietica, ha studiato presso l'Istituto di economia e diritto e, tra il 2012 e il 2013, presso l'Accademia militare dello Stato maggiore delle forze armate della Federazione Russia di Mosca.

### Carriera militare
In un periodo non precisato ha prestato servizio nella Flotta del Nord nell'arcipelago di Novaja Zemlja.
Tra il 1987 e il 1991 è stato un ufficiale del KGB ed è stato iscritto al Partito Comunista dell'Unione Sovietica.

### Carriera politica
Il 28 luglio 2016 il Presidente della Federazione Russa Vladimir Putin lo ha nominato governatore ad interim dell'oblast' di Kaliningrad in sostituzione di Nikolaj Tukanov. Durante la sua prima conferenza stampa, durata appena 49 secondi, ha sostenuto che il suo obiettivo sarebbe stato quello di "attirare investimenti nell'oblast' di Kaliningrad" e di "stabilizzare la situazione socio-economica"; inoltre ha confermato la nomina di Anton Alichanov a capo del governo regionale ad interim. Nonostante ciò ha rassegnato le dimissioni il 6 ottobre successivo, venendo sostituito nella carica di governatore da Alichanov.
Dmitrij Medvedev lo ha proposto come proprio Ministro delle situazioni di emergenza, ottenendo l'approvazione del Presidente; Ziničev ha iniziato il suo mandato il 18 maggio 2018. Si è dimesso, insieme al resto del governo, il 15 gennaio 2020 dopo il discorso tenuto dal Presidente Putin all'Assemblea federale, rimanendo in carica per il disbrigo degli affari correnti. Il successore di Medvedev, Michail Mišustin, lo ha riproposto per la stessa carica, che ha ufficialmente ripreso il 21 gennaio successivo. Nel dicembre dello stesso anno venne promosso a generale d'armata.

### Morte
L'8 settembre 2021 a Noril'sk, in Siberia, durante alcune esercitazioni militari, tentò di salvare un cameraman caduto da una scogliera, ma cascò a sua volta, ed entrambi persero la vita..